# Giannelli Imbula
Gilbert Imbula Wanga, noto come Giannelli Imbula (Vilvoorde, 12 settembre 1992), è un calciatore congolese (Repubblica Democratica del Congo) con cittadinanza francese, nato in Belgio, centrocampista svincolato.
Nella stagione 2012-2013 è stato premiato come miglior calciatore della Ligue 2 francese.

## Caratteristiche tecniche
Sinistro naturale, dal fisico possente e dalle buone qualità tecniche, si segnala per personalità e visione di gioco, nonché per la capacità di aprire degli spazi per gli inserimenti dei propri compagni. Abbina alle doti fisiche una notevole intelligenza tattica. Può giocare sia come interno sinistro che come regista, in un centrocampo a 3 o a 4. È inoltre abile in fase di contenimento e copertura.

## Carriera

### Club

#### Gli inizi e il Guingamp
Nasce il 12 settembre 1992 a Vilvorde, in Belgio, da genitori congolesi. Trasferitosi in giovane età a Parigi, ha modo di fare esperienza nei settori giovanili di US Argenteuil, RC France e Paris Saint-Germain. Dopo due stagioni nelle giovanili del Racing Colombes, approda nel 2007 al Guingamp. Nel 2009 esordisce in prima squadra, stabilendo un record: a 17 anni, un mese e 4 giorni, Imbula è il giocatore più giovane ad esordire nella Ligue 2.
Nella stagione 2011-2012 l'En Avant riparte dalla terza divisione e, dopo la retrocessione, riconquista immediatamente la Ligue 2. Tra i protagonisti di quell'annata c'è anche Imbula, stabilmente titolare tra i professionisti: 28 presenze e 2 gol nella sua prima vera stagione tra i grandi. Complessivamente, in tre anni con il club bretone Imbula raccoglie 102 presenze, tra campionato e coppe, e va a segno 4 volte.

#### Olympique Marsiglia
Il 19 luglio 2013 passa all'Olympique Marsiglia per circa 8 milioni di euro, firmando un contratto quinquennale. Esordisce l'11 settembre contro la sua ex squadra, il Guingamp, ed il 23 settembre realizza il primo gol con il Marsiglia, nella partita vinta per 2-1 contro il Saint-Étienne. Il 18 ottobre l'allenatore Élie Baup lo fa esordire anche in UEFA Champions League, al Vélodrome, schierandolo come titolare del centrocampo nella partita persa per 2-1 contro l'Arsenal. Chiude l'annata con 37 presenze e un gol in tutte le competizioni.
Il 23 settembre 2014, dopo un brutto inizio di stagione dell'OM, è tra i protagonisti della nettissima vittoria (5-0) contro il Stade Reims, andando in gol al 76º minuto di gioco con un tiro da 25 metri. Conclude la stagione con 39 presenze e 2 gol in tutte le competizioni.

#### Porto
Il 1º luglio 2015 è acquistato per 23 milioni di euro dal Porto, con cui firma un contratto di cinque anni. Esordisce con il Porto il 15 agosto seguente nella partita vinta per 3-0 in casa contro il Vitória, valida per la prima giornata della Primeira Liga, incontro in cui fornisce l'assist per il terzo gol, opera di Silvestre Varela. Malgrado un buon inizio, dopo poco tempo perde il posto da titolare, ritrovandosi stabilmente in panchina: in sei mesi racimola 21 presenze, di cui 10 in campionato, molte delle quali da subentrante.

#### Stoke City
Il 1º febbraio 2016 è prelevato, per 24 milioni di euro, dagli inglesi dello Stoke City, con contratto quinquennale. Il 6 febbraio seguente esordisce con la nuova maglia, nella sconfitta per 3-0 contro l'Everton al Britannia Stadium. Una settimana più tardi segna il suo primo gol con i Potters, nella partita vinta per 3-1 sul campo del Bournemouth. Dopo il nono posto del 2015-2016, nella stagione seguente lo Stoke City vive una partenza difficile. L'allenatore Mark Hughes decide di mettere fuori rosa Imbula l'11 settembre, all'indomani della pesante sconfitta interna (0-4) contro il Tottenham. Rientrato in squadra a dicembre, a febbraio il giocatore è nuovamente messo fuori squadra da Hughes, che sarà poi esonerato. Concluderà la stagione con 14 presenze in Premier League.

#### Prestiti a Tolosa e Rayo Vallecano
Il 31 agosto 2017 si trasferisce in prestito annuale al Tolosa, con cui gioca 34 partite risultando decisivo per la salvezza in Ligue 1 ottenuta allo spareggio contro l'Ajaccio.
Il 30 agosto 2018 è girato in prestito annuale al Rayo Vallecano. Esordisce il 14 settembre dando ai suoi la vittoria con un gol su tiro dalla distanza in casa dell'Huesca. Gioca 24 partite di Primera División spagnola, in un campionato concluso dal Rayo all'ultimo posto della classifica.

#### Prestito al Lecce
Il 31 agosto 2019 il Lecce, neopromosso in Serie A, lo rileva dallo Stoke in prestito con diritto e obbligo di riscatto. Debutta nella massima serie italiana subentrando a Zan Majer nel secondo tempo della partita vinta dai salentini sul campo della SPAL (1-3) alla quinta giornata, il 25 settembre 2019. Sempre in casa della SPAL, il 4 dicembre, segna il primo gol con i giallorossi nella partita di quarto turno di Coppa Italia persa per 5-1. Dopo aver collezionato solo 3 presenze in Serie A e una in Coppa Italia (con una rete segnata), il 21 febbraio 2020 rescinde consensualmente il contratto con la società salentina e un giorno dopo rescinde anche il contratto con lo Stoke City.

#### Soči e ritorno al Guingamp
Il 3 marzo 2020 firma per il Soči, squadra militante nella massima serie russa. Esordisce con la squadra il 19 giugno, entrando in campo nel secondo tempo nella partita di campionato vinta per 10-1 in casa contro il Rostov. Sarà la sua unica presenza con la maglia del Soči.
Il 7 ottobre 2020 fa ritorno al Guingamp. Non avendo disputato alcuna partita con il club, il 1º gennaio 2021 rescinde il proprio contratto.

#### Portogallo e Turchia
Il 9 marzo 2021, dopo due mesi da svincolato, firma per il Portimonense un contratto valido fino al giugno 2022. Dopo sole 3 presenze con i portoghesi, si svincola e nel gennaio 2023 firma per il Tuzlaspor, club della seconda serie turca. Nel settembre seguente si accasa all'İstanbulspor, nella massima serie turca.

### Nazionale
Nel 2012 ricusa la chiamata delle nazionale congolese, preferendo attendere l'acquisizione del passaporto francese. Dopo aver ottenuto la cittadinanza francese nel febbraio 2013, prende parte a maggio al Torneo di Tolone con la maglia della nazionale Under-20 francese. Disputa anche qualche partita con la nazionale francese Under-21.
Convocato nuovamente dalla nazionale della Repubblica Democratica del Congo per la partita con la Tanzania del 14 marzo 2018, rifiuta la convocazione. Inserito nella lista dei pre-convocati della Rep. Democratica del Congo per la Coppa d'Africa 2019, è escluso dalla lista definitiva perché la procedura di regolarizzazione della sua posizione con la FIFA non si completa in tempo. Debutta con la nazionale congolese il 14 novembre 2019 nel pareggio per 0-0 contro il Gabon, gara valida per le qualificazioni alla Coppa d'Africa 2021.

## Statistiche
Statistiche aggiornate al 1º dicembre 2023.
| Stagione            | Squadra             | Campionato          | Campionato | Campionato | Coppe nazionali | Coppe nazionali | Coppe nazionali | Coppe continentali | Coppe continentali | Coppe continentali | Altre coppe | Altre coppe | Altre coppe | Totale | Totale |
| Stagione            | Squadra             | Comp                | Pres       | Reti       | Comp            | Pres            | Reti            | Comp               | Pres               | Reti               | Comp        | Pres        | Reti        | Pres   | Reti   |
| ------------------- | ------------------- | ------------------- | ---------- | ---------- | --------------- | --------------- | --------------- | ------------------ | ------------------ | ------------------ | ----------- | ----------- | ----------- | ------ | ------ |
| 2009-2010           | Guingamp            | L2                  | 2          | 0          | CF+CdL          | 0+0             | 0               |                    | -                  | -                  |             | -           | -           | 2      | 0      |
| 2010-2011           | Guingamp            | CN                  | 28         | 2          | CF+ CL          | 3+4             | 0               | -                  | -                  | -                  | -           | -           | -           | 35     | 2      |
| 2011-2012           | Guingamp            | L2                  | 27         | 0          | CF+CdL          | 0+3             | 0               |                    | -                  | -                  |             | -           | -           | 30     | 0      |
| 2012-2013           | Guingamp            | L2                  | 34         | 2          | CF+CdL          | 1+0             | 0               |                    | -                  | -                  |             | -           | -           | 35     | 2      |
| Totale Guingamp     | Totale Guingamp     | Totale Guingamp     | 91         | 4          |                 | 11              | 0               |                    | -                  | -                  |             | -           | -           | 102    | 4      |
| 2013-2014           | O. Marsiglia        | L1                  | 29         | 1          | CF+CdL          | 2+2             | 0               | UCL                | 4                  | 0                  | -           | -           | -           | 37     | 1      |
| 2014-2015           | O. Marsiglia        | L1                  | 37         | 2          | CF+CdL          | 1+1             | 0               | -                  | -                  | -                  | -           | -           | -           | 39     | 2      |
| Totale O. Marsiglia | Totale O. Marsiglia | Totale O. Marsiglia | 66         | 3          |                 | 6               | 0               |                    | 4                  | 0                  |             |             |             | 76     | 3      |
| 2015-feb. 2016      | Porto               | PL                  | 10         | 0          | TP+CdL          | 3+3             | 0+0             | UCL                | 5                  | 0                  |             | -           | -           | 21     | 0      |
| feb.-giu. 2016      | Stoke City          | PL                  | 14         | 2          | FACup+CdL       | -               | -               | -                  | -                  | -                  | -           | -           | -           | 14     | 2      |
| 2016-2017           | Stoke City          | PL                  | 12         | 0          | FACup+CdL       | 1+1             | 0               | -                  | -                  | -                  | -           | -           | -           | 14     | 0      |
| Totale Stoke City   | Totale Stoke City   | Totale Stoke City   | 26         | 2          |                 | 2               | 0               |                    | -                  | -                  |             | -           | -           | 28     | 2      |
| 2017-2018           | Tolosa              | L1                  | 28+2       | 1          | CF+CdL          | 0+2             | 0               | -                  | -                  | -                  | -           | -           | -           | 32     | 1      |
| 2018-2019           | Rayo Vallecano      | PD                  | 22         | 1          | CdR             | 2               | 0               | -                  | -                  | -                  | -           | -           | -           | 24     | 1      |
| 2019-feb. 2020      | Lecce               | A                   | 3          | 0          | CI              | 1               | 1               | -                  | -                  | -                  | -           | -           | -           | 4      | 1      |
| mar.-lug. 2020      | Soči                | PL                  | 1          | 0          | CR              | -               | -               | -                  | -                  | -                  | -           | -           | -           | 1      | 0      |
| ott. 2020-gen. 2021 | Guingamp            | L1                  | 0          | 0          | CF              | -               | -               | -                  | -                  | -                  | -           | -           | -           | 0      | 0      |
| mar.-giu. 2021      | Portimonense        | PL                  | 0          | 0          | TP+TL           | 0+0             | 0+0             | -                  | -                  | -                  | -           | -           | -           | 0      | 0      |
| 2021-2022           | Portimonense        | PL                  | 3          | 0          | TP+TL           | 3+2             | 0+0             | -                  | -                  | -                  | -           | -           | -           | 8      | 0      |
| Totale Portimonense | Totale Portimonense | Totale Portimonense | 3          | 0          |                 | 5               | 0               |                    | -                  | -                  |             | -           | -           | 8      | 0      |
| gen.-giu. 2023      | Tuzlaspor           | 1L                  | 14         | 1          | CT              | -               | -               | -                  | -                  | -                  | -           | -           | -           | 14     | 1      |
| ago.-set. 2023      | Tuzlaspor           | 1L                  | 1          | 0          | CT              | -               | -               | -                  | -                  | -                  | -           | -           | -           | 1      | 0      |
| Totale Tuzlaspor    | Totale Tuzlaspor    | Totale Tuzlaspor    | 15         | 1          |                 | -               | -               |                    | -                  | -                  |             | -           | -           | 15     | 0      |
| set. 2023-2024      | İstanbulspor        | SL                  | 4          | 0          | CT              | -               | -               | -                  | -                  | -                  | -           | -           | -           | 4      | 0      |
| Totale carriera     | Totale carriera     | Totale carriera     | 268+2      | 12         |                 | 35              | 1               |                    | 9                  | 0                  |             | -           | -           | 314    | 13     |

### Cronologia presenze e reti in nazionale
| Cronologia completa delle presenze e delle reti in nazionale ― RD del Congo | Cronologia completa delle presenze e delle reti in nazionale ― RD del Congo | Cronologia completa delle presenze e delle reti in nazionale ― RD del Congo | Cronologia completa delle presenze e delle reti in nazionale ― RD del Congo | Cronologia completa delle presenze e delle reti in nazionale ― RD del Congo | Cronologia completa delle presenze e delle reti in nazionale ― RD del Congo | Cronologia completa delle presenze e delle reti in nazionale ― RD del Congo | Cronologia completa delle presenze e delle reti in nazionale ― RD del Congo |
| Data                                                                        | Città                                                                       | In casa                                                                     | Risultato                                                                   | Ospiti                                                                      | Competizione                                                                | Reti                                                                        | Note                                                                        |
| --------------------------------------------------------------------------- | --------------------------------------------------------------------------- | --------------------------------------------------------------------------- | --------------------------------------------------------------------------- | --------------------------------------------------------------------------- | --------------------------------------------------------------------------- | --------------------------------------------------------------------------- | --------------------------------------------------------------------------- |
| 14-11-2019                                                                  | Kinshasa                                                                    | RD del Congo                                                                | 0 – 0                                                                       | Gabon                                                                       | Qual. Coppa d'Africa 2021                                                   | -                                                                           |                                                                             |
| 18-11-2019                                                                  | Bakau                                                                       | Gambia                                                                      | 2 – 2                                                                       | RD del Congo                                                                | Qual. Coppa d'Africa 2021                                                   | -                                                                           | 59’                                                                         |
| Totale                                                                      |                                                                             | Presenze                                                                    | 2                                                                           |                                                                             | Reti                                                                        | 0                                                                           |                                                                             |